# William T. Brooks
William Thomas „Bill“ Brooks (* 21. August 1887 in Round Rock, Texas; † 12. November 1964 in Phoenix, Arizona) war ein US-amerikanischer Soldat, Immobilienmakler, Geschäftsmann und Politiker (Demokratische Partei).

## Werdegang
Über die Jugendjahre von William Thomas Brooks ist nichts bekannt. Brooks diente während des Ersten Weltkrieges in der Fifth Balloon Company. Um 1920 herum zog er in die Gegend von Phoenix (Maricopa County) und verbrachte dort die nächsten 44 Jahre. Die meiste Zeit lebte er in Chandler. Brooks war als Immobilienmakler tätig und verwaltete sein Eigentum, sofern er nicht ein öffentliches Amt bekleidete.
Während des Zweiten Weltkrieges kandidierte er 1942 erfolglos für eine demokratische Nominierung für den Posten des State Treasurers von Arizona. Erst 1944 wurde er für eine zweijährige Amtszeit zum State Treasurer gewählt – ein Posten, welchen er von 1945 bis 1947 bekleidete. 1952 wurde er für eine sechsjährige Amtszeit zum Corporation Commissioner gewählt. Brooks strebte 1958 eine Wiederwahl an, erlitt aber bei den demokratischen Vorwahlen eine Niederlage gegen A. P. „Jack“ Buzard. In den Jahren 1960, 1962 und 1964 kandidierte er dann erneut für einen Posten in der Arizona Corporation Commission, aber jeweils ohne Erfolg. Bei der letzten Wahl unterlag er Dick Herbert bei den demokratischen Vorwahlen mit 43 Stimmen.
Am 12. November 1964 verstarb er in einem Krankenhaus in Phoenix. Er lag dort seit neun Tagen, nachdem er einen Herzinfarkt erlitt, während er die Präsidentschaftswahlen im Fernsehen verfolgte. Zum Zeitpunkt seines Todes war er 77 Jahre alt. Sein Leichnam wurde auf dem Prescott National Cemetery beigesetzt.
Brooks wurde dreimal zum Kommandeur der Amerikanischen Legion in Chandler gewählt und einmal zum Distriktkommandeur der Legion.
Mit seiner Ehefrau Pearl E. hatte er mindestens einen gemeinsamen Sohn namens William T. Brooks junior und einen Stiefsohn namens Francis Moore.